# Yepcalphis insulicola
Yepcalphis insulicola är en fjärilsart som beskrevs av W. Warren 1913. Yepcalphis insulicola ingår i släktet Yepcalphis och familjen nattflyn. Inga underarter finns listade i Catalogue of Life.